# Metro Cebu
L’Area Metropolitana di Cebu o semplicemente Metro Cebu è il principale centro urbano della provincia di Cebu. 
Il suo centro principale è la città di Cebu, nelle Visayas, il più vecchio insediamento nelle Filippine; ad essa vanno aggiunte altre dodici tra città e municipi. Metro Cebu si ubica alla parte centro-orientale dell'isola di Cebu e comprende l'isola di Mactan. Occupa il 20% della superficie su terraferma e il 57,5% dell'intera popolazione (censimento del 2000) della provincia di Cebu.
Metro Cebu è una delle due aree metropolitane ufficialmente definite nelle Filippine, l'altra è Metro Manila, nella Regione Capitale Nazionale.

## Città e municipalità
È composta da cinque città e otto municipalità.
| Città        | Popolazione | Superficie (km²) | Densità di popolazione (per km²) |
| ------------ | ----------- | ---------------- | -------------------------------- |
| Cebu         | 718.821     | 279,45           | 2.572,3                          |
| Danao        | 98.781      | 107,30           | 920,6                            |
| Lapu-Lapu    | 217.019     | 59,23            | 3.664,0                          |
| Mandaue      | 259.728     | 28,88            | 8.993,4                          |
| Talisay      | 148.110     | 42,22            | 1.139,5                          |
| Municipalità | Popolazione | Superficie (km²) | Densità di popolazione (per km²) |
| Carcar       | 89.199      | 96,10            | 928,2                            |
| Compostela   | 31.446      | 68,90            | 456,4                            |
| Consolacion  | 62.298      | 42,05            | 1.481,5                          |
| Cordova      | 34.032      | 8,46             | 4.022,7                          |
| Liloan       | 64.970      | 45,09            | 1.440,9                          |
| Minglanilla  | 77.268      | 48,97            | 1.577,9                          |
| Naga         | 80.189      | 98,24            | 816,3                            |
| San Fernando | 48.235      | 74,05            | 651,4                            |

Il campidoglio provinciale, il distretto commerciale centrale, le istituzioni educative più importanti e il porto provinciale sono ubicati a Cebu mentre le maggiori compagnie industriali e fabbriche si trovano a Mandaue. 
L'aeroporto internazionale e la zona per l'elaborazione dei processi di esportazione sono a Lapu-Lapu. Danao è principalmente una città mineraria mentre Talisay è una città residenziale, il suo reddito è generato dai negozi di piccola e media grandezza.